# عدور
عدور، روستایی از توابع بخش زیلائی شهرستان مارگون در استان کهگیلویه و بویراحمد ایران است.

## جمعیت
این روستا در دهستان زیلائی قرار دارد و براساس سرشماری مرکز آمار ایران در سال ۱۳۸۵، جمعیت آن ۱۰۹ نفر (۱۸خانوار) بوده‌است. ولی در سال ۱۳۹۰، جمعیت این روستا به ۱۰۱ نفر (۲۱ خانوار) کاهش یافته‌است.